# گیره‌ماهی (سرده)
گیره‌ماهی (سرده) (نام علمی: Gobiesox) نام یک سرده از تیره گیره‌ماهیان است.